# Nikołaj Pronin (hokeista)
Nikołaj Pawłowicz Pronin (ros. Николай Павлович Пронин; ur. 13 kwietnia 1979 w Moskwie) – rosyjski hokeista, reprezentant Rosji, trener.

## Kariera zawodnicza
- CSKA Moskwa (1995-2005)
- Charlotte Checkers (1998)
- Toledo Storm (1998)
- Thunder Bay Thunder Cats (1998-1999)
- Chimik Mytiszczi / Atłant Mytiszczi (2005-2009)
- Mietałłurg Magnitogorsk (2009-2010)
- CSKA Moskwa (2010-2012)
- Rubin Tiumeń (2012)
- Awtomobilist Jekaterynburg (2012-2013)
- Zwiezda Czechow (2015-2017)

Wychowanek i wieloletni zawodnik CSKA Moskwa, w którym rozegrał 12 sezonów. Po raz drugi od listopada 2009. Przez wiele lat grał w Superlidze, a od 2008 w KHL. Od września 2012 zawodnik Awtomobilista Jekaterynburg. Od lipca 2015 zawodnik HK Dmitrow, skąd w tym czasie został przetransferowany do Zwiezdy Czechow. W edycji WHL 2016/2017 był kapitanem drużyny. Po tym sezonie zakończył karierę zawodniczą.
Uczestniczył w turnieju mistrzostw świata w 2004.

## Kariera trenerska
- Zwiezda Moskwa (2017), asystent trenera
- Krasnaja Armija Moskwa (2017-2018), asystent trenera
- Admirał Władywostok (2018-2020), asystent trenera
- HK Soczi (2020-2024), trener przygot. fiz.
- Witiaź Podolsk (2024-), trener przygot. fiz.

W połowie 2017 został asystentem trenera Zwiezdy Moskwa w lidze WHL. Pod koniec września 2017 wszedł do sztabu trenerskiego juniorskiej drużyny. W lipcu 2018 wszedł do sztabu trenerskiego Admirała Władywostok w KHL. W czerwcu 2020 wszedł do sztabu HK Soczi, obejmując stanowisko trenera przygotowania fizycznego. Po został tam do wiosny 2024, a od maja tego roku w sztabie Witiazia Podolsk.

## Sukcesy
Zawodnicze
- Srebrny medal mistrzostw ZSRR: 1992 z CSKA Moskwa
- Złoty medal wyższej ligi: 1997 z CSKA Moskwa
- Awans do Superligi: 2002 z CSKA Moskwa

Zawodnicze
- Superliga rosyjska w hokeju na lodzie (2007/2008): nagroda Najlepsza Trójka dla tercetu najskuteczniejszych strzelców ligi (oraz Albiert Leszczow i Siergiej Moziakin) - łącznie 49 goli